# Seznam nosilcev medalje za ranjence
Seznam nosilcev medalje za ranjence.

## Seznam
(datum podelitve - ime)
- neznano - Aleš Bertoncelj - Janez Bučar - Ivan Bukšek - Mitja Derenčin - Robert Dovgan - Franc Draksler - Milan Farkaš - Robert Fink - Boris Fras - Branimir Furlan - Alojz Glaser - Bojan Grešovnik - Bojan Grlica - Vinko Hajtnik - Stanko Hribernik - Zdenko Janc - Jože Judež - Silvo Judež - Rudi Kajtna- Branko Kaučič - Aleš Kodra - Rajko Kovač - Vlado Kunčič - Roman Lunder - Anton Martinčič- Darko Muc - Krešo Nemec - Željko Obreški - Mihael Papler - Vinko Pintar - Aleksander Počič - Oto Pok - Ivan Ravnikar - Jože Renar - Rudi Rogelšek - Rudi Rotar - Vitomir Simunošek - Ivan Starina - Harry Steržaj - Marjan Toplak- Marjan Trope - Ludvik Volf - Milan Zagernik - Boris Žižek - Zdenko Žnidaršič

- 10. avgust 1993 - Robert Pirih

- 6. oktober 1999 - Robert Judnič - Janez Zagorc

- 24. oktober 2000 - Dušan Meško

- 16. december 2005 - Miran Krejan